# Star Wars Galaxies
Star Wars Galaxies (SWG) fue un videojuego de rol multijugador masivo en línea basado en la Guerra de las Galaxias para PC desarrollado por Sony Online Entertainment y publicado por LucasArts. El juego fue lanzado con el título Star Wars Galaxies: An Empire Divided en junio de 2003. Los servidores oficiales fueron cerrados a finales de 2012. Actualmente se puede entrar en swgemu.com para jugar en una versión emulada del servidor sin actualizaciones. Para acceder al sistema, se necesita haber adquirido el juego original.

## Aspectos del juego
Como todos los videojuegos de su tipo Star Wars Galaxies está sujeto a continuos cambios.
El escenario del juego es el ya conocido universo de Star Wars, en el periodo de tiempo comprendido entre los episodios IV y V.
En el juego hay diez planetas diferentes, tomados de las películas y del universo expandido: Tatooine, Naboo, Corellia, Talus, Rori, Dantooine, Lok, Yavin IV, la luna bosque de Endor, y Dathomir. Cada uno de los diez planetas está representado por 256 kilómetros cuadrados (16 km x 16 km) de espacio, con todas las ciudades y localizaciones comprendidas en ese espacio.
Repartidos por todos los mundos, además de los nuevos lugares creados por los desarrolladores del juego para rellenar los mundos ficticios, hay ciudades, personajes, y puntos de interés que han sido vistos o mencionados en varios medios de Star Wars. Ejemplo de ello son la cápsula de escape de R2-D2 y C-3PO en Tatooine, el palacio real de Naboo, la ciudad de Coronet en Corellia, las bases rebeldes abandonadas en Dantooine y Yavin IV, el pirata Nym en su fortaleza de Lok, los Ewoks en la luna de Endor y los rancors en Dathomir. 
Entre las razas disponibles para escoger hay diez especies diferentes, también tomadas de las películas y el universo expandido: humano, Twi'lek, Zabrak, Wookiee, Trandoshano, Rodiano, Mon Calamari, Bothan, Sullustano o Ithoriano. Un personaje puede ser también masculino o femenino, y pertenecer a una de las nueve profesiones primarias: Jedi, Cazarrecompensas, Contrabandista, Comando, Espía, Oficial, Médico, Animador o Comerciante. Un personaje puede también avanzar opcionalmente en la profesión de Político o Piloto, independientemente de su profesión primaria. Adicionalmente con el nuevo sistema de experiencia, un personaje puede elegir la especialización de "señor de las bestias" en adición a su profesión principal, lo que le permitiría entrenar y usar para el combate casi la totalidad de las criaturas que forman la fauna del juego.
Los personajes en Star Wars Galaxies pueden erigir y decorar edificios, como casas, cantinas, y mansiones. Estos edificios, estando agrupados, pueden ser organizados como ciudades, con miembros de la profesión política como alcaldes. Cuando las ciudades crecen en población, pueden añadir edificios como garajes de reparación de vehículos a espaciopuertos, y son mostradas en los mapas planetarios junto con ciudades canónicas como Theed o Mos Eisley. Las ciudades y las casas permiten a los jugadores, a través de sus personajes, dar forma y definir sus mundos, y su presencia hace que Tatooine en una "galaxia" (un único servidor) sea diferente de Tatooine en otra "galaxia".

## Clausura del Juego
El juego fue clausurado oficialmente por Sony Entertainment Online (SOE) el 14 de diciembre de 2011 debido a la entrada en funcionamiento de Star Wars: The Old Republic (SWTOR).

## Expansiones
Las tres expansiones de Star Wars Galaxies han añadido contenido adicional al juego. La primera expansión esta ahora disponible para todos los jugadores de forma gratuita. Las otras dos expansiones deben ser compradas separadamente, o como parte de un pack (The Total Experience) que contiene el juego original más Jump to Lightspeed y Rage of the Wookies.

### Jump to Lightspeed
La primera expansión, Star Wars Galaxies: Jump to Lightspeed, fue lanzada el 27 de octubre de 2004. La expansión añadió contenido espacial al juego básico, jugado exclusivamente en tierra, junto con la opción de escoger dos nuevas razas: los Sullustan y los Ithorian. Los personajes pueden escoger entre una de las tres profesiones de piloto, cada una basada en una facción diferente: Rebelde, Imperial o Neutral. Esta profesión está separada de la profesión principal del personaje, aunque ganar puntos de experiencia en el espacio también da puntos de experiencia para repartir en la profesión de combate en tierra.
Las áreas jugables en el espacio incluyen diez sectores diferentes: Tatooine, Naboo (que contiene Naboo y su luna, Rori), Corellia (que contiene Corellia y Talus), Dantooine, Karthakk (contiene Lok), Yavin, Endor, Dathomir, Kessel y el Deep Space (Espacio profundo). Cada sector contiene como mínimo uno de los diez planetas, excepto Kessel y el Espacio Profundo, que son para jugadores de nivel alto.

### Rage of the Wookies
La segunda expansión, Star Wars Galaxies: Rage of the Wookies, fue anunciada el 9 de marzo de 2005, y lanzada el 5 de mayo de 2005. Esta expansión añadió el planeta Kashyyyk y su correspondiente sector espacial.

### Trials of Obi-Wan
La tercera expansión, Star Wars Galaxies: Trials of Obi-Wan, fue anunciada el 19 de agosto de 2005, y lanzada el 1 de noviembre del mismo año. Añadió el planeta Mustafar al juego, aunque no se añadió ningún nuevo sector espacial.